# Šušary (stanice metra v Petrohradu)
Šušary (Шушары) je stanice petrohradského metra, konečná stanice ležící na jižním konci linky číslo 5 (Frunzensko-Primorskaja). Byla otevřena 3. října 2019 a je nejjižnější stanicí metra v Petrohradu. Vedle stanice se nachází depo Južnoje (ТЧ-7 «Ю́жное»).
Stanice je pojmenována po městské administrativní jednotce a blízké průmyslové zóně, které leží přibližně v místě stejnojmenné vsi.